# Свети Никола Арбанашки
„Свети Никола“ (на македонска литературна норма: „Свети Никола“) е средновековна църква в град Охрид, Северна Македония. Обявена е за паметник на културата.

## История
Руините на църквата са на улица „Кузман Капидан“ (старо име „Страшо Пинджур“) № 16-а, в горната част на Вароша, в двора на семейството Чобановци. Изградена е през Късната античност или през Средновековието. В 30-те години на XX век е била в руини.

## Описание
От църквата са запазени части от източния апсидален дял. Зидарията е от дялан камък и фрагментирани тухли. В зидарията има сполии от антични обекти, особено от Плаошнишката поликонхална църква, разположена на билото на запад.